# Liste der Kulturdenkmäler in Pleisweiler-Oberhofen
In der Liste der Kulturdenkmäler in Pleisweiler-Oberhofen sind alle Kulturdenkmäler der rheinland-pfälzischen Ortsgemeinde Pleisweiler-Oberhofen aufgeführt. Grundlage ist die Denkmalliste des Landes Rheinland-Pfalz (Stand: 14. August 2023).

## Einzeldenkmäler
| Bezeichnung                                 | Lage                                                                 | Baujahr                              | Beschreibung | Bild            |
| ------------------------------------------- | -------------------------------------------------------------------- | ------------------------------------ | --- | --------------- |
| Hofanlage                                   | Oberhofen, Hauptstraße 22 Lage                                       | um 1800                              | Dreiseithof; nachbarockes Fachwerkhaus, teilweise massiv, Krüppel- und Fußwalmdach, um 1800 | Fotos hochladen |
| Wohnhaus                                    | Oberhofen, Hauptstraße 23 Lage                                       | Anfang des 18. Jahrhunderts          | barockes Fachwerkhaus, Anfang des 18. Jahrhunderts | Fotos hochladen |
| Torbogen                                    | Oberhofen, Hauptstraße, an Nr. 33 Lage                               | 1740                                 | barocker Torbogen mit Nebenpforte, bezeichnet 1740 | Fotos hochladen |
| Hofanlage                                   | Oberhofen, Hauptstraße 35 Lage                                       | 1741                                 | Hofanlage, bezeichnet 1741; barockes Fachwerkhaus, teilweise massiv, 17. oder Anfang des 18. Jahrhunderts | Fotos hochladen |
| Wohnhaus                                    | Oberhofen, Hauptstraße 56 Lage                                       | 18. Jahrhundert                      | barockes Fachwerkhaus, teilweise massiv, im Kern wohl aus dem 18. Jahrhundert, Haustür bezeichnet 1848 | Fotos hochladen |
| Hofanlage                                   | Oberhofen, Hauptstraße 58 Lage                                       | 18. oder Anfang des 19. Jahrhunderts | Streckhof; eingeschossiges Fachwerkhaus, 18. oder Anfang des 19. Jahrhunderts | Fotos hochladen |
| Wohnhaus                                    | Oberhofen, Hauptstraße 60 Lage                                       | 18. Jahrhundert                      | barockes Fachwerkhaus, 18. Jahrhundert, massive Erweiterung wohl um 1800 | Fotos hochladen |
| Hofanlage                                   | Pleisweiler, Schäfergasse 1 Lage                                     | 18. Jahrhundert                      | Dreiseithof; Fachwerkgebäude, teilweise massiv, 18. Jahrhundert; hervorgehobene Ecklage | Fotos hochladen |
| Katholische Pfarrkirche St. Simon und Judas | Pleisweiler, Schloßstraße Lage                                       | ab dem 12. oder 13. Jahrhundert      | spätbarocker Saalbau, Rokokoportal, Nischenskulptur, 1755–57, kurpfälzischer Hofbaumeister Franz Wilhelm Rabaliatti, Turm des Vorgängers, 12. oder 13. Jahrhundert, Glockengeschoss und Haube bezeichnet 1758 | Fotos hochladen |
| Katholisches Pfarrhaus                      | Pleisweiler, Schloßstraße 2 Lage                                     | 1579                                 | ehemaliges katholisches Pfarrhaus; Expositurhaus, eingeschossiger Krüppelwalmdachbau über Hochkeller, im Kern von 1579, 1739 barock überformt                                                                 | Fotos hochladen |
| Ochsensteiner Schloss                       | Pleisweiler, Schloßstraße 21/23 Lage                                 | 15. Jahrhundert                      | ehemalige Wasserburg, im Ursprung aus dem 15. Jahrhundert; winkelförmiger Walmdachbau, Renaissancefenster, Eckturm, bezeichnet 1605, Hofpforte bezeichnet 1823                                                | Fotos hochladen |
| Schulhaus                                   | Pleisweiler, Weinstraße 2 Lage                                       | 16. oder 17. Jahrhundert             | ehemalige Schule; fünfachsiger Walmdachbau, im Kern eventuell aus dem 16. oder 17. Jahrhundert, bezeichnet 1780 (Umbau)                                                                                       | Fotos hochladen |
| Wohnhaus                                    | Pleisweiler, Weinstraße 25 Lage                                      | 1597                                 | Fachwerkhaus über Hochkeller, bezeichnet 1597 | Fotos hochladen |
| Hofanlage                                   | Pleisweiler, Weinstraße 54 Lage                                      | 18. Jahrhundert                      | Dreiseithof; barockes Fachwerkhaus, 18. Jahrhundert | Fotos hochladen |
| Wohnhaus                                    | Pleisweiler, Weinstraße 61 Lage                                      | 1751                                 | spätbarockes Fachwerkhaus, teilweise massiv, Mansardwalmdach, bezeichnet 1751 | Fotos hochladen |
| Protestantische Kirche                      | Pleisweiler, Weinstraße 67 Lage                                      | 1749                                 | barocker Saalbau, bezeichnet 1749 | Fotos hochladen |
| Rathaus                                     | Pleisweiler, Weinstraße 69 Lage                                      | 1834                                 | ehemalige Schule; eingeschossiger spätklassizistischer Krüppelwalmdachbau, bezeichnet 1834 | Fotos hochladen |
| Friedhofskreuz                              | Pleisweiler, Wappenschmiedstraße/Schloßstraße, auf dem Friedhof Lage | 1869                                 | Friedhofskreuz als Grabmal N. Reither, 1869 | Fotos hochladen |
| Wappenschmiede                              | Pleisweiler, Wappenschmiedstraße 14 Lage                             | 16. Jahrhundert                      | ehemalige Wappenschmiede; im Kern aus dem 16. Jahrhundert; Fachwerkbau, Walmdach, im Wesentlichen aus dem 18. Jahrhundert; Hammerwerk; ehemalige Ölmühle: Krüppelwalmdachbau, bezeichnet 1761 und 1799        | Fotos hochladen |